# Alfons Bürge
Alfons Bürge (* 12. Oktober 1947 in Winterthur) ist ein Schweizer Rechtswissenschaftler.

## Leben
Alfons Bürge studierte nach seiner Schulzeit in Winterthur von 1966 bis 1972 Klassische Philologie an der Universität Zürich und promovierte 1972 bei Heinz Haffter. Seine Beschäftigung mit Ciceros Verhältnis zur Jurisprudenz animierte ihn während der anschließenden Assistententätigkeit am Klassisch-philologischen Seminar zum Studium der Rechtswissenschaft. Nach weiteren Studien an der Universität Salzburg bei Max Kaser promovierte er 1979 bei Hans Peter in Zürich mit einer Arbeit zum römischen Retentionsrecht und kehrte dann als Assistent zu Heinrich Honsell nach Salzburg zurück.
1980/1981 war er als Gerichtssekretär in Zürich tätig und wurde dort 1982 als Rechtsanwalt zugelassen. Als Stipendiat des Schweizerischen Nationalfonds war er von 1982 bis 1985 in Paris und am Max-Planck-Institut für ausländisches und internationales Privatrecht in Hamburg, um das Zusammenspiel von Rechtsdogmatik und Wirtschaftsgeschehen für die heutige Zeit und auch in der historischen Perspektive – hier mit einem Schwerpunkt auf der Entwicklung des französischen Privatrechts im 19. Jahrhundert – zu erforschen. Es folgte 1985 die Tätigkeit als Assistent und akademischen Oberrat am Leopold-Wenger-Institut und in deren Verlauf 1987 die Habilitation für Römisches Recht, Privatrechtsgeschichte der Neuzeit und Bürgerliches Recht in Salzburg bei Theo Mayer-Maly.
Nach Lehraufträgen in Zürich, Tübingen und Salzburg sowie Lehrstuhlvertretungen in München und in Frankfurt am Main war Bürge von 1993 bis 1999 Professor für Römisches Recht und Zivilrecht an der Universität des Saarlandes. 1994 lehnte er einen Ruf nach Salzburg ab. 1999 wurde er (als Nachfolger von Dieter Nörr) Professor für Römisches Recht und Deutsches Bürgerliches Recht am Leopold-Wenger-Institut in München. Er war vom Wintersemester 2009/2010 bis zum Sommersemester 2011 Dekan der Juristischen Fakultät. Seit 2013 ist er entpflichtet.
Seit 2004 ist Bürge ordentliches Mitglied der Bayerischen Akademie der Wissenschaften. 2011 wurde er mit einem Ehrendoktorat der Universität Wien ausgezeichnet. Von 2014 bis 2020 war er Präsident der Internationalen Thesaurus-Kommission.

## Schriften (Auswahl)
- Die Juristenkomik in Ciceros Rede Pro Murena: Übersetzung und Kommentar. Juris, Zürich 1974 (phil. Dissertation, Universität Zürich, 1974).
- Retentio im römischen Sachen- und Obligationenrecht (= Zürcher Studien zur Rechtsgeschichte. Bd. 3). Schulthess, Zürich 1979 (jur. Dissertation, Universität Zürich, 1979).
- Rechtsdogmatik und Wirtschaft: Das richterliche Moderationsrecht beim sittenwidrigen Rechtsgeschäft im Rechtsvergleich. Bundesrepublik Deutschland – Schweiz – Österreich – Frankreich (= Schriften zum Bürgerlichen Recht. Bd. 102). Duncker und Humblot, Berlin 1987.
- Das französische Privatrecht im 19. Jahrhundert: Zwischen Tradition und Pandektenwissenschaft, Liberalismus und Etatismus (= Studien zur europäischen Rechtsgeschichte. Bd. 52). Klostermann, Frankfurt am Main 1991 (Habilitationsschrift, Universität Salzburg).
- Römisches Privatrecht: Rechtsdenken und gesellschaftliche Verankerung. Eine Einführung. Wissenschaftliche Buchgesellschaft, Darmstadt 1999.